# فيرجيني غويو
فيرجيني غويو (بالفرنسية: Virginie Guyot)‏ هي عسكري وطيارة فرنسية، ولدت في 30 ديسمبر 1976 في أنجيه في فرنسا.